# فيتوريو برامبيا
فيتوريو برامبيا (بالإيطالية: Vittorio Brambilla)‏ مواليد 11 نوفمبر 1937 في مونزا، كان سائق فورملا 1 إيطالي سابق كان قد بدأ مسيرته الاحترافية سنة 1974. كان أول سباق له هو جائزة جنوب أفريقيا الكبرى 1974، حقق أول فوز له في جائزة النمسا الكبرى 1975. خاض خلال مسيرته 79 سباقاً، فاز في 1 منها.

## سباقات شارك فيها
- بطولة العالم للسيارات الرياضية
- بطولة فورمولا 3 الإيطالية

## بطولات حققها
- جائزة النمسا الكبرى 1975

## روابط خارجية
- فيتوريو برامبيا على موقع Racing-Reference.info (الإنجليزية)
- فيتوريو برامبيا على موقع DriverDB.com (الإنجليزية)